# Universidade Pontifícia de Salamanca
A Universidade Pontifícia de Salamanca (UPSA) é uma instituição de ensino superior privada localizada em Salamanca, Espanha. Surgiu com a decisão governamental espanhola de dissolver as faculdades de Teologia e Direito Canônico da Universidade de Salamanca, em 1854. O Papa Pio XII, mais tarde, reativou tais faculdades, estabelecendo uma universidade sob os auspícios da Santa Sé em 25 de setembro de 1940. Atualmente, contém diversas faculdades.